# جاري ليديل
جاري ليديل (بالإنجليزية: Gary Liddle)‏ (15 يونيو 1986 بميدلزبرة في المملكة المتحدة - ) هو لاعب كرة قدم بريطاني في مركز الوسط. لعب مع برادفورد سيتي ونادي ميدلزبره ونوتس كاونتي ونادي هارتلبول يونايتد ونادي تشيسترفيلد.

## وصلات خارجية
- جاري ليديل على موقع قاعدة بيانات كرة القدم.إي يو (الإنجليزية)
- جاري ليديل على موقع Soccerbase.com (لاعب) (الإنجليزية)